# 楊四奇
楊四奇，字人岳，山西沁县人，清朝政治人物、同進士出身。
雍正二年（1724年）甲辰科进士，授富川知县。多藏书，善歌赋诗词。